# Alexander Woodrow
Alexander Woodrow (ur. 13 listopada 1867 w Glasgow, zm. 26 lutego 1916 tamże) – szkocki rugbysta, reprezentant kraju.
W Home Nations Championship 1887 rozegrał trzy spotkania dla szkockiej reprezentacji zdobywając dwa gole.